# Reinhold von Friesendorff
Reinhold Fredrik August von Friesendorff, född 20 december 1840 i Linköping, död 15 november 1923 i Uppsala, var en svensk friherre och jurist. 
von Friesendorff, som blev student vid Uppsala universitet 1860, avlade kansliexamen 1861 och juridisk preliminärexamen 1862 samt examen till rättegångsverken 1863. Han blev auskultant i Svea hovrätt 1864, extra ordinarie kanslist i finansdepartementet och i justitierevisionsexpeditionen, extra ordinarie notarie i Svea hovrätt 1864 och vice häradshövding. Han blev 1879 häradshövding i Norra Roslags domsaga, ett ämbete som han innehade till 1910.
Han var ledamot av styrelsen för Upplands enskilda bank 1885–1911 och dess ordförande 1899–1911. Han var under flera år ledamot av Uppsala stadsfullmäktige och under någon tid dess vice ordförande. Han blev riddare av Nordstjärneorden 1890 och kommendör av samma ordens andra klass 1910.